# レオン王国

レオン王国
Regno de Leon (古レオン語)
Reinu de Llión (アストゥリアス語)
Reino de León (スペイン語)
Reino de León (ガリシア語)
Reino de Leão (ポルトガル語)
Regnum Legionense (ラテン語)
Reino de Lhion (ミランダ語)

レオン王国の位置（1095年）

レオン王国（レオンおうこく、スペイン語: Reino de León、アストゥリアス語: Reinu de Llión）は、イベリア半島に存在した王国である。レオン・アストゥリアス王国ともいう。
イベリア半島に侵入したイスラム勢力の侵攻で崩壊した西ゴート王国の貴族ペラーヨがアストゥリアス地方に建てたアストゥリアス王国が起源になっている。

## 沿革

### アストゥリアス王国
711年の西ゴート王国滅亡後イベリア半島はイスラム教徒によって支配された。イスラム教徒の支配下では税を支払う代わりに西ゴート式の独自の典礼を維持したキリスト教徒たちがおり、モサラベと呼ばれた。北部山岳地帯のキリスト教国アストゥリアス王国は最も積極的にイスラーム諸国に対抗した。従来アストゥリアス王国のこのような反抗は、西ゴートの後継者を自認する同王国が宗教的政治的目的から遂行しており、それがレコンキスタ精神に直接つながるものと考えられることが多かったが、最近はこのような見方は修正されつつある。一方で従来説の支持者は、西ゴート貴族のアストゥリアスへの移住や国王選出方式が西ゴート式であったというような傍証を挙げている。
722年、西ゴート王国の貴族ペラーヨはコバドンガの戦いでイスラム軍を破り、以後、アストゥリアス地方が、レコンキスタの拠点になる。
791年に即位したアルフォンソ2世（760年 - 842年）の治世後半にはアル・アンダルスから移住してきたモサラベの建言を容れて、西ゴート方式の宗教儀式を部分的に採用し、西ゴート王に連なる家系図を作らせ、アストゥリアスが西ゴート王国の継承者であるという「新ゴート主義」が成立した。新ゴート主義とは、スペインの歴史家ラモン・メネンデス・ピダルが提唱した、この時期のアストゥリアス王国に見られる、西ゴート時代の意識的模倣のことである。
アルフォンソの宮廷・教会組織はアーヘンとトレドをモデルに整備された。アルフォンソは終末論を思想的背景としつつ、西ゴート王国との連続性を主張したが、一方で8世紀以来モサラベ教会で主流となっていたキリスト養子説は採用しなかった。正確に言えば、モサラベ教会の教義、つまりトレドのエリパンドゥスが唱えた説は「キリストは神に人性において『採択された子』」というもので、養子説ではない。
アルフォンソ3世の時代になると、植民活動を活発化させ、教会堂の建設事業を積極的に行うなどキリスト教布教にも力を注いだ。アルフォンソ3世の「征服」を強調する見方があるが、アルフォンソ3世による発展は全く「平和的」なもので、レコンキスタという言葉が想像させる征服的なものではないという見方もある。アルフォンソ3世は3人の子に王国を分割相続させた。

### レオン王国
910年、ガルシア1世は自身が相続した王国の首都を軍事的拠点のレオンへ遷都して、レオン王国（レオン帝国）と呼ばれるようになった。
分割相続で成立したレオン・ガリシア・アストゥリアスはそれぞれ別の王を戴きつつ、レオンのガルシア1世がそれらをまとめて緩やかな連合を形成した。
一方同時期のイスパニア辺境は弱小国家の集まりであり、イスラム教国に対抗することなど不可能で、アル・アンダルスとは友好的あるいは従属的な関係を結んでおり、ナバラ王国もイスラム教国に対し友好的・従属的地位にとどまり、アラゴン伯領もレコンキスタ精神からはほど遠い状態にあった。
一方のアル・アンダルスでは、後ウマイヤ朝のアブド・アッラフマーン3世やハカム2世の宮廷は北部キリスト教国のみならず遠くビザンツ帝国や神聖ローマ帝国からも使節を迎え、ナバラ王国やレオン王国に遠征してこれを屈伏させた。

### ナバラ王国による占領
11世紀にはいると、サンチョ3世の下でナバラ王国が台頭した。王は巧みな婚姻政策でカスティーリャ伯領・レオン王国などの周辺キリスト教国を併合し、「イスパニア皇帝」を自称した。
サンチョは1034年にレオンを占領すると、「サンチョ皇帝」と刻まれたコインを発行した。

### レオン＝カスティーリャ王国

#### フェルナンド1世
| キリスト教諸国         | レオン王国｜カスティーリャ伯領｜ナバーラ王国｜アラゴン伯領｜カタルーニャ君主国 |
| イスラム教タイファ諸国 | アルコス｜アルバラチン｜アルプエンテ｜アルヘシラス｜アルメリア｜ウエルバ｜カルモナ｜グラナダ｜コルドバ｜サラゴサ｜サンタ・マリア・デル・アルガルベ｜シルヴェス｜セビーリャ｜デニア｜トルトサ｜トレド｜ニエブラ｜バダホス｜バレンシア｜マラガ｜マロン｜ムルシア｜メルトラ｜ロンダ |

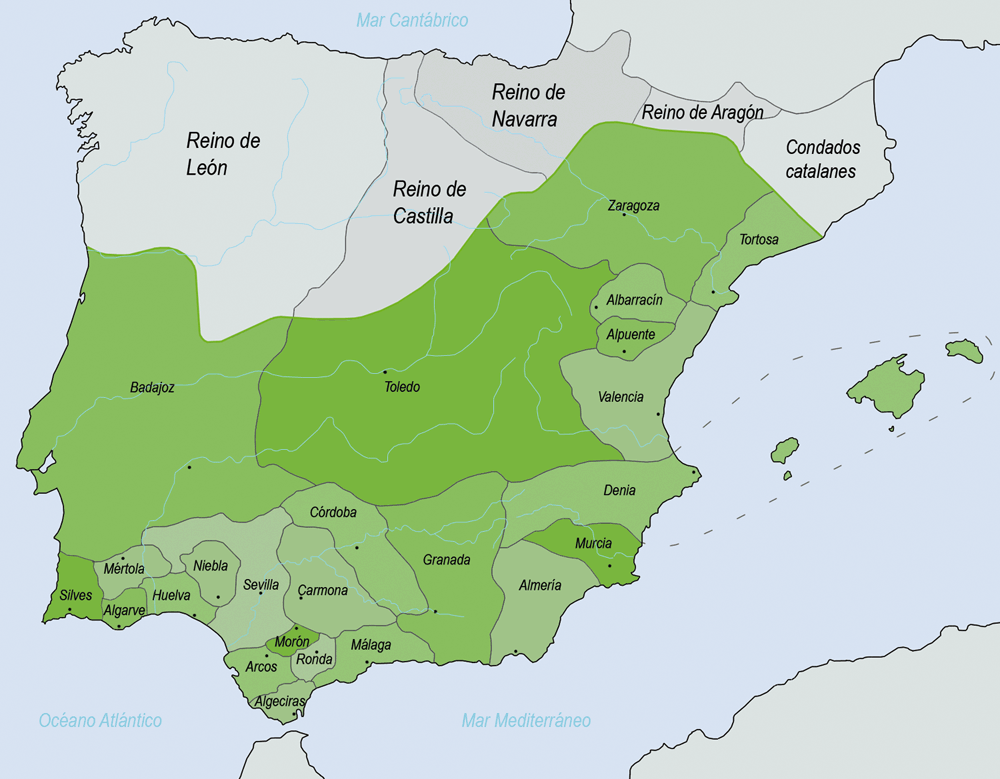
1031年のイベリア半島
後ウマイヤ朝が滅亡した直後のイベリア半島

その後、配下のカスティーリャ伯が独立し王国となると勢力を弱めていく。1037年、カスティーリャ王国のフェルナンド1世がレオン王国の継承権を持つと、カスティーリャ王国に併合されカスティーリャ＝レオン王国になる。
その後フェルナンド1世は南へ遠征し、後ウマイヤ朝滅亡後にアル・アンダルスに割拠したタイファ諸国を攻撃して金による貢納（パリア）を求めた。パリアの支払いはイスラム法に根拠のないものであったので、タイファ諸国内部の社会不安を増大させ、これらを弱体化させる効果があった。またこれによりカスティーリャ=レオン王国内での貨幣流通が活発となり、経済の発展にも寄与した。しかし貢納金を支払わせるということは、逆にフェルナンドをしてこれらタイファ国を保護する義務を生じさせるものでもあった。
フェルナンド1世の晩年にはいくつかのアル・アンダルスの都市を征服するなどレコンキスタ的な行動が見られたが、同じキリスト教を奉ずる国々との戦争も頻繁に行われた。フェルナンドとその息子のサンチョ2世はタイファ国の救援要請を受けて、これを攻めたキリスト教国と干戈を交えている。そのため、晩年の軍事行動が宗教的動機を離れて行われたものか、遠征にキリスト教の保護者を自認してのものか、解釈が分かれる。

#### アルフォンソ6世
フェルナンド1世死後、遺領は分割され、カスティーリャを長男サンチョ2世が、レオンを次男アルフォンソ6世が、ガリシアを三男ガルシア2世が相続した。サンチョはアルフォンソとガリシアを攻めたが、アルフォンソを裏切ってレオンを征服した。しかし、サンチョは1072年に暗殺され、ガルシアはその翌年捕らえられたため、アルフォンソ6世はカスティーリャとガリシアの王位を継ぎ、カスティーリャ＝レオン王国を再び統合した。

### トレド攻略とフランス修道院クリュニー
11世紀にはサンティアゴ・デ・コンポステーラが巡礼地として知られるようになり、フランス人の巡礼者を引き付けるようになった。イベリア半島の住民はほとんど参詣せず、巡礼に参加するのは一部の上層階級の人であった。巡礼の道は「フランス人の道」と呼ばれていた。聖ヤコブはスペイン人にとってそれほど重要な聖人でもなかった。レオン王国は聖イシドロ、カスティーリャでは聖ミリャン、アラゴンでは聖ゲオルギウスが守護聖人とされており、民衆の一番大切な信仰対象は聖母マリアであった。フランス人はクリュニー修道院の改革精神をスペインにもたらした。クリュニーは王権から寄進を受けてスペイン各地に修道院を獲得し、さらに新たな征服地の司牧を任せられるようになった。アルフォンソ6世が1085年にトレドを攻略すると、トレド大司教をクリュニー派のベルナールに任せた。国王とクリュニーは深く結びついていたが、必ずしも王権とクリュニーの利害が完全に一致していたわけではない。トレド大司教ベルナールは王が不在の時にトレドの大モスクを奪取するという事件を起こしたが、これに王は激怒した。
アルフォンソ自身は「二宗教の皇帝」と自称したように、イスラム教徒との共存を考えており、クリュニーや改革派教皇が称揚する十字軍的な聖戦概念とは、ずれがあった。
一方で改革派教皇はその首位権をイベリア半島に及ぼそうとし、「コンスタンティヌスの寄進状」を持ち出して西ローマ帝国の故地は教皇に捧げられていると主張した。これはカスティーリャ王国の「新ゴート主義」とは基本的に相容れないものであった。グレゴリウス7世がイベリア半島に首位権を主張した時、アルフォンソは「イスパニア皇帝」あるいは「トレド皇帝」を自称して牽制した。アルフォンソはクリュニーに多大な寄進をすることで教皇権に対する防壁としてクリュニーを利用しようとした。

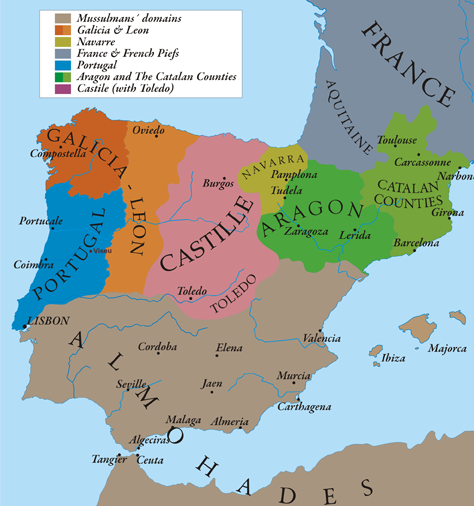
1210年のイベリア半島

アルフォンソは他方、教皇やクリュニーの要求していた、モサラベ式典礼からローマ式典礼への移行には応え、イスパニアの教会改革を実施した。これによってイスパニア教会が独自の典礼を捨てローマへ一致する道は確定され、イスパニア教会史に一つの画期が訪れた。1090年のレオン教会会議で西ゴート書体の使用が禁止され、カロリング書体が義務づけられたにもかかわらず、アルフォンソは西ゴート書体を使い続けた。
アルフォンソの娘ウラカが女王として王位についた。
1109年にカスティーリャ王国になり消滅した。
1157年に分割相続でフェルナンド2世が即位し復活。
1230年、フェルナンド3世の時代にカスティーリャと王位を再統合し、1252年に消滅した。